# 遠山佳奈
遠山 佳奈（とおやま かな、1999年4月23日 - ）は、日本の女子バスケットボール選手である。ポジションはパワーフォワード。

## 来歴
北海道出身。
札幌山の手高校でインターハイベスト4、名古屋経済大でインカレをそれぞれ経験。
卒業後は、Wリーグに新規参入する姫路イーグレッツに加入。
2025年、姫路を退団。